# Екатеринославская армия
Создатель в 1784 году и командующий Потёмкин, Григорий. Состояла из десяти конных полков и пехотного полка. На знамени герб России (не областной) Являлась главной русской армией в Потёмкинской русско-турецкой войне 1787—1791 гг., достигая в начале войны 82 тыс.чел.. Спустилась частью сил правым берегом Южного Буга из Ольвиополя 24 мая 1788 года и 29 июня осадил Очаков. После штурма 6(17 по новому стилю) декабря, остатки частей армии рассредоточились на зимние квартиры, имея на кампанию 1789 года задачу взять Аккерман и Бендеры. Весной 1789 года объединена с Украинской армией в Южную армию под командованием Потёмкина.